# Gaspare Bernardo Pianetti

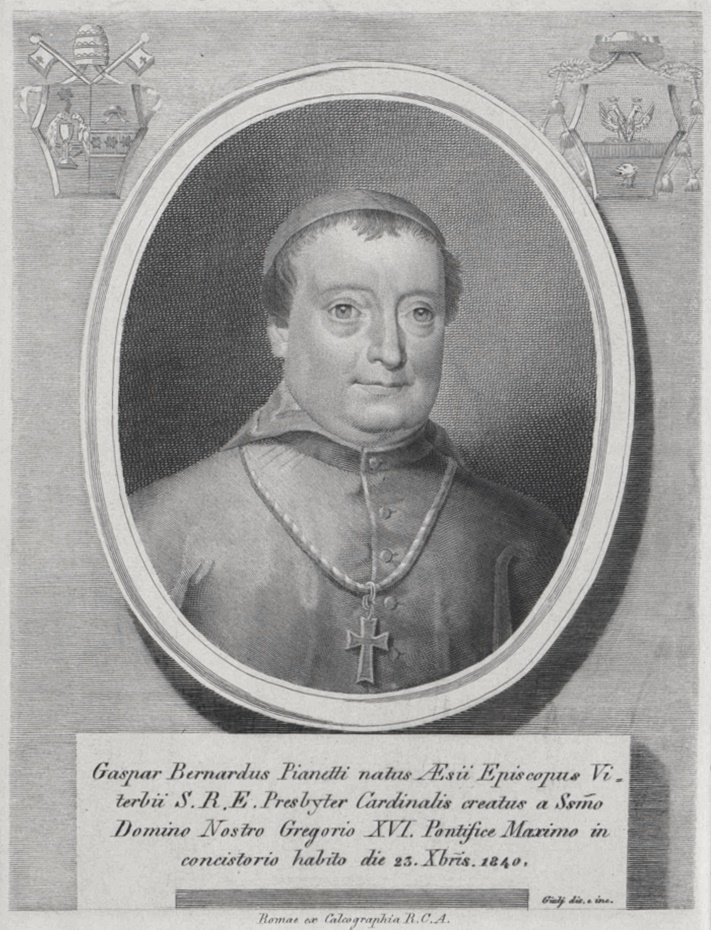
Gaspare Bernardo Kardinal Pianetti (1845)

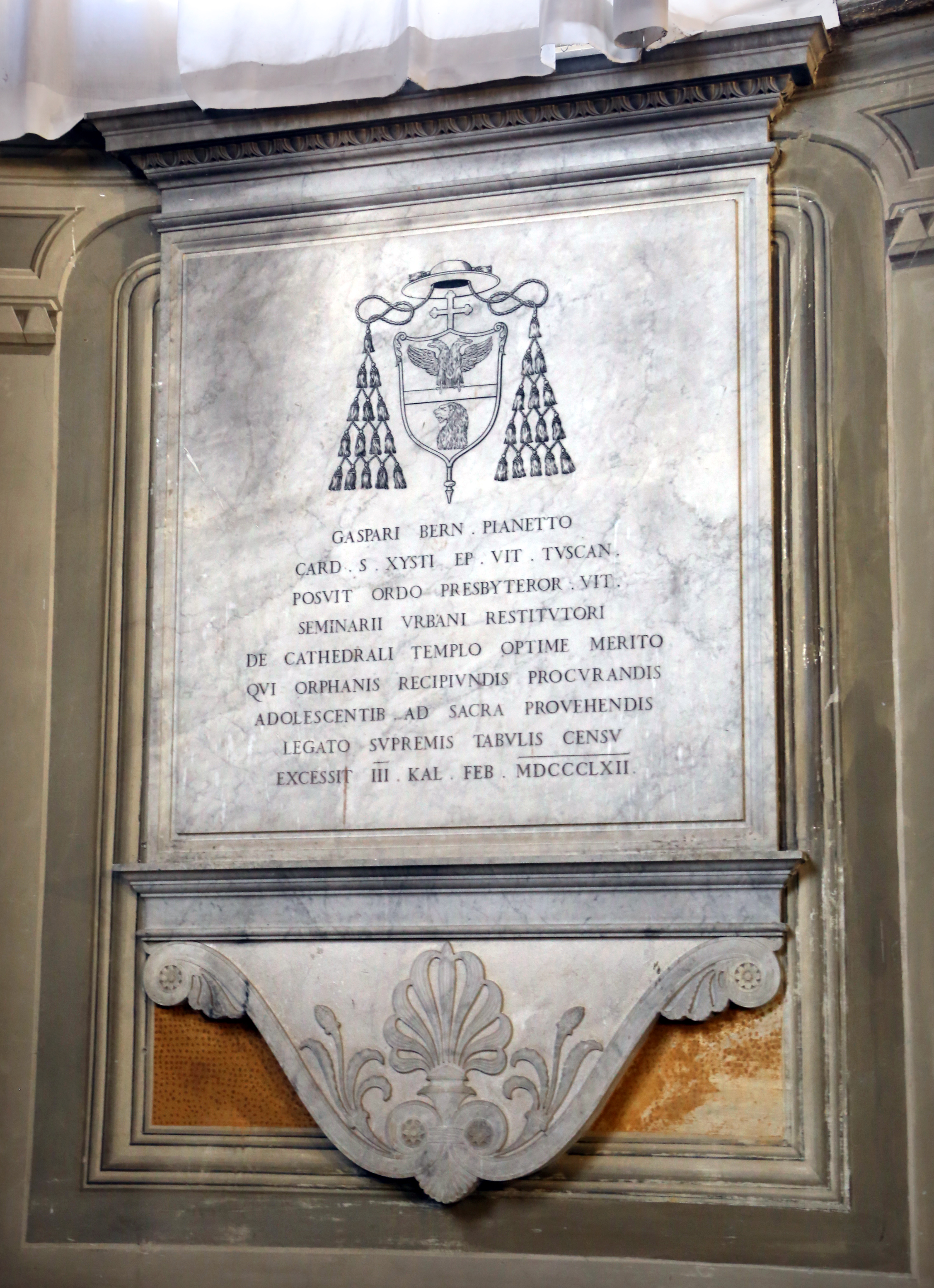
Gedenktafel mit dem Wappen des Kardinals (Dom von Viterbo)

Gaspare Bernardo Pianetti (* 7. Februar 1780 in Jesi; † 30. Januar 1862 in Rom) war ein Kardinal der Römischen Kirche. Er war Mitglied der Kurie und zugleich von 1826 bis 1861 Bischof von Viterbo und Toscanella.

## Leben
Er war der Sohn des Grafen Angelo Pianetti und der Eleonora Buonaccorsi. Über seine Mutter war er ein Großneffe von Kardinal Simone Buonaccorsi.
Pianetti begann seine Ausbildung 1789 am Collegio Nazareno in Rom und setzte sie an der Universität Macerata fort, wo er am 6. Dezember 1803 den Grad eines Doctor iuris utriusque erlangte. Die Priesterweihe empfing Pianetti am 31. März 1804. Es folgten ab 1804 weitere Studien an der Päpstliche Akademie für kirchliche Adelige in Rom. Er wurde Apostolischer Protonotar de numero participantium und Auditor an der Rota Romana.
Zum Bischof von Viterbo und Toscanella wurde er am 3. Juli 1826 ernannt. Die Bischofsweihe spendete ihm am 15. August 1826 in der römischen Kirche Santa Maria degli Angeli Papst Leo XII. persönlich; Mitkonsekratoren waren Filippo Filonardi, der Erzbischof von Ferrara, und Bischof Giuseppe Perugini, päpstlicher Sakristan.
Papst Gregor XVI. erhob ihn am 23. Dezember 1839 in pectore zum Kardinal, was am 14. Dezember 1840 publiziert wurde. Am 17. Dezember 1840 wurde ihm die Titelkirche San Sisto Vecchio zugewiesen. Pianetti nahm am Konklave von 1846 teil, das Papst Pius IX. wählte. Am 4. März 1861 resignierte er auf die Verwaltung der Diözese. Vom 18. März 1861 bis zu seinem Tod war er Kämmerer des Heiligen Kardinalskollegiums.
Seinem Testament entsprechend wurde er in der Kirche San Salvatore in Lauro beigesetzt.